# Пальмовое вино

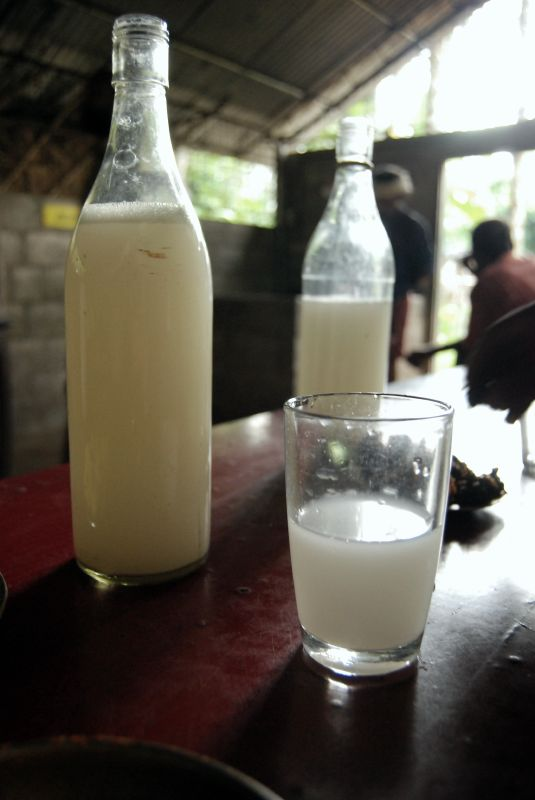

Пальмовое вино (тодди) — алкогольный напиток, получаемый за счёт брожения сока некоторых видов пальм (кокосовая пальма, пальмировая пальма, сахарная пальма, винная пальма и т. д.).

## История и распространение
Для получения сока обычно срезают соцветие пальмы и прикрепляют к концу сосуда. Белая жидкость, которая изначально в нём собирается, очень сладкая и не содержит алкоголя. Спустя некоторое время она начинает бродить благодаря попадающим в неё из воздуха дрожжевым грибкам.
Этот напиток известен с первобытной древности. Он широко распространён в Азии и Африке и известен под различными названиями. В Индонезии пальмовое вино называется туак. В Сингапуре, на Яве, Малакке и в Камбодже пальмовое вино готовят чаще всего из сока кокосовой пальмы, обильно вытекающего из предварительно перевязанных и затем, спустя сутки срезаемых соцветий. Полученный сок сбраживают, получая из него мутное пальмовое вино годду или медленно вываривают ради бурого пальмового сахара.
На Цейлоне пальмовое вино тодди чаще готовят из сока кариоты жгучей. В тропической Африке растёт кустарник Synsepalum dilcificum, мелкие красные ягоды которого, если пожевать их мякоть, имеют очень странное действие на вкусовые рецепторы: кислые продукты начинают казаться сладкими. Местные жители пользуются этими ягодами, чтобы придать сладкий вкус пальмовому вину.
На севере республики Конго и в соседнем Камеруне известен напиток, имеющий название, похожее на чам-чам. Чтобы его приготовить, пальмовое вино медленно и долго варят на малом огне, в результате чего получается кисловато-горький напиток, густой и сильно пьянящий. В республике Габон на основе пальмового вина делают ещё один ритуальный напиток под названием мусунгу. Это тоже пальмовое вино, но только в него предварительно добавляют горькую кору какого-то местного дерева, которая, смешиваясь с соком пальмы, вызывает дополнительное брожение и даёт более высокое содержание спирта.